# Houk Spur
L'Houk Spur (in lingua inglese: Sperone Houk), è uno sperone di nuda roccia che si estende dal fianco sudoccidentale della Mackin Table, 2 km a nord del Monte Dumais, nel settore meridionale del Patuxent Range, nei Monti Pensacola, in Antartide. 
Lo sperone è stato mappato dall'United States Geological Survey (USGS) sulla base di rilevazioni e foto aeree scattate dalla U.S. Navy nel periodo 1956-66.
La denominazione è stata assegnata dall'Advisory Committee on Antarctic Names (US-ACAN), in onore di Vernon N. Houk, luogotenente della U.S. Navy, ufficiale in servizio presso la Base Amundsen-Scott nell'inverno del 1958.